# Jean-Baptiste Delgorgue de Rosny
 (juin 2025).
Jean-Baptiste Joseph Delgorgue de Rosny, chevalier, est un homme politique français né le 26 février 1780 à Wimille (Pas-de-Calais) et décédé le 12 octobre 1839 à Boulogne-sur-Mer (Pas-de-Calais).
Propriétaire du château de Lozembrune à Wimille, il est maire de Boulogne de 1816 à 1821 et député du Pas-de-Calais de 1824 à 1827. Soutenant d'abord le ministère Villèle, il s'en sépare et vote avec la contre-opposition royaliste. Il est président du collège électoral de Boulogne en 1827 et membre du Conseil général du Pas-de-Calais en 1829.

## Sources
- « Jean-Baptiste Delgorgue de Rosny », dans Adolphe Robert et Gaston Cougny, Dictionnaire des parlementaires français, Edgar Bourloton, 1889-1891 [détail de l’édition]